# Let Love Lead the Way
Let Love Lead the Way è un brano musicale delle Spice Girls. È l'ultimo singolo estratto dal terzo album delle Spice Girls, Forever.
Il brano è stato scritto dalle quattro Spice insieme a LaShawn Daniels, Fred Jerkins III, Rodney Jerkins e Harvey Mason Jr ed è un tributo ufficiale a Geri Halliwell, componente che ha lasciato il gruppo due anni prima. Proprio nel 1998 era stata pubblicata un'altra canzone, Goodbye, che molti ritennero fosse dedicata a Ginger Spice.

## Il singolo
Il singolo della canzone, pubblicato il 23 ottobre 2000, contiene oltre a Let Love Lead the Way in un unico disco anche l'altro singolo estratto dall'album Holler (si tratta di quella che è definita in gergo una doppia A-side).Disco D'argento in Uk (250,000)
Solo in Canada Holler e Let Love Lead the Way sono stati pubblicati in due dischi separati, mentre negli Stati Uniti, paese in cui è stato pubblicato il singolo di Holler senza Let Love Lead the Way, quest'ultimo brano non è stato pubblicato come singolo.
È il decimo e ultimo singolo della band britannica prima dello scioglimento del 2000.

## Il video
Come nel video del precedente Holler, le quattro ragazze rappresentano i quattro elementi riconoscibili dai loro vestiti e ambientazioni. In questo video Emma rappresenta la terra, poiché balla e canta in una foresta vestita di blu e verde; Melanie C rappresenta l'acqua, vestita di blu e bianco in una stanza anch'essa completamente blu; Melanie B rappresenta l'aria, vestita di bianco in una stanza bianca soffiata dal vento; Victoria rappresenta il fuoco, vestita da un abito rosso scuro mentre balla in un deserto di notte, davanti a fiamme di fuoco.
Durante il video gli elementi ballano nel loro ambiente e si incontrano solo per le parti corali. Alla fine del video invece tutti gli elementi si riuniscono nella stanza bianca dell'elemento aria.

## Tracce e versioni

### UK CD
1. "Let Love Lead The Way" [Radio Edit] - 4:15
2. "Holler" [Radio Edit] - 3:55
3. "Holler" [MAW Tribal Vocal] - 7:10
4. "Let Love Lead The Way" [Music video]
5. "Let Love Lead The Way" [4x30 sec Behind The Scenes Clips]

## Classifiche
| Classifica (2000) | Posizione raggiunta |
| ----------------- | ------------------- |
| Regno Unito       | 1                   |
| Irlanda           | 3                   |
| Paesi Bassi       | 12                  |